# Derek de Lint
Dick Hein „Derek” de Lint (ur. 17 lipca 1950 w Hadze, w Holandii Południowej) – holenderski aktor filmowy i telewizyjny.

## Filmografia

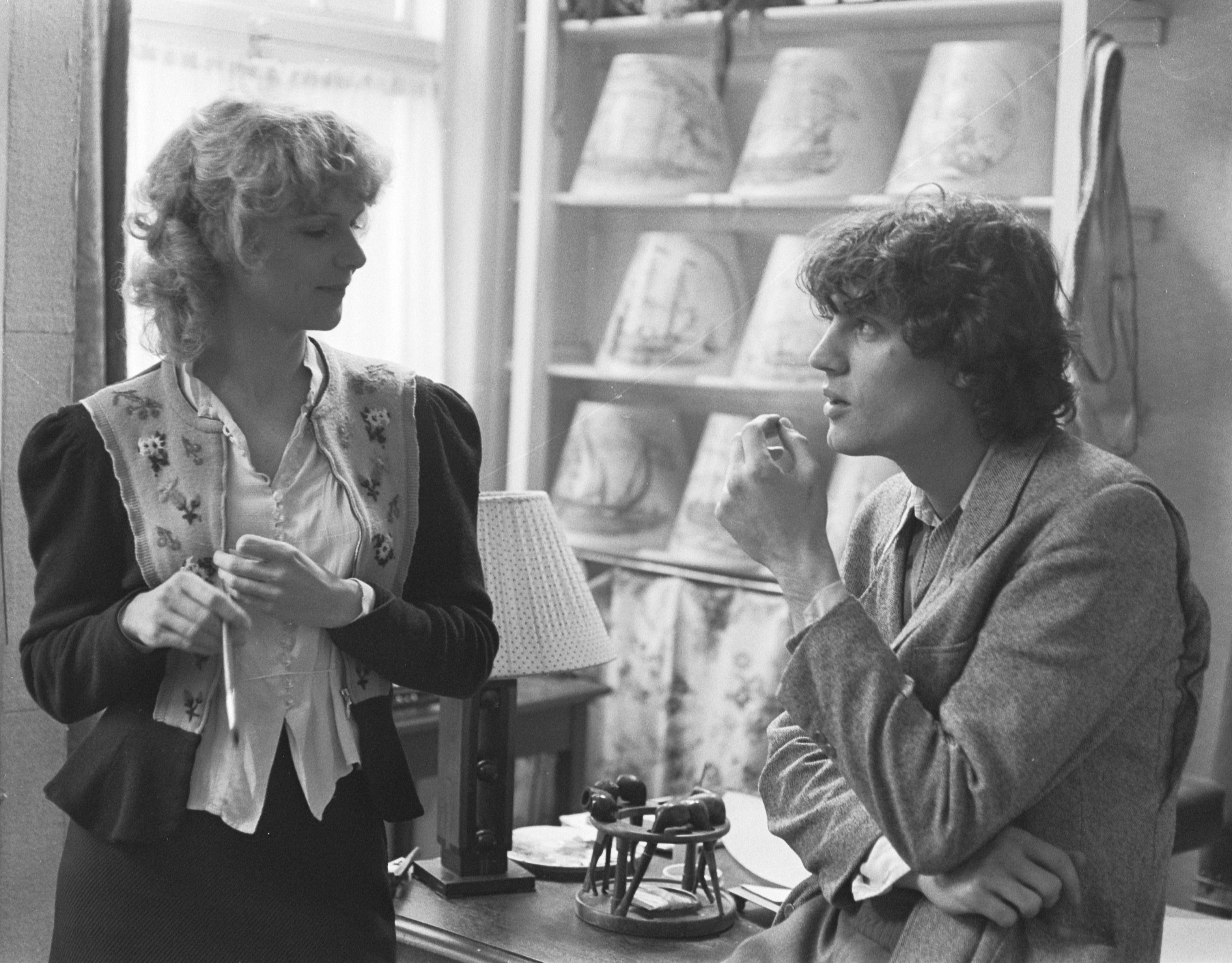
de Lint w Kort Amerikaans (1979)

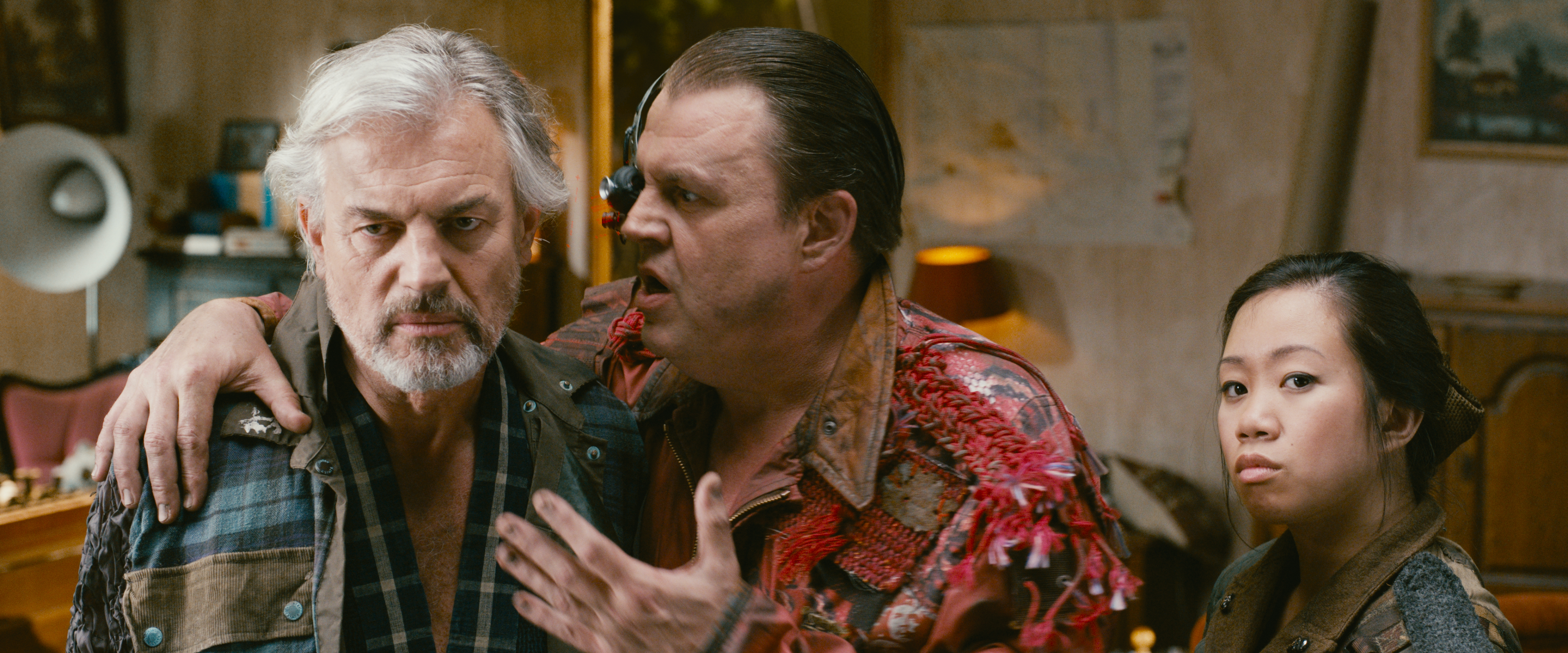
de Lint w Tears of Steel (2012)

### filmy fabularne
- 1976: Barok (Barocco) jako Propagandzista 1
- 1977: Żołnierz Orański (Soldaat van Oranje) jako Alex
- 1977: Łachy (Blindgangers) jako Mark
- 1978: Dzień lekarza (Dag Dokter) jako Theo van Delft
- 1979: Krótki Amerykański (Kort Amerikaans) jako Erik
- 1980: Szczęśliwa gwiazda (The Lucky Star) jako porucznik Steiner
- 1985: Mata Hari jako podróżnik
- 1986: Atak (De aanslag) jako Anton Steenwijk
- 1987: Trzech mężczyzn i dziecko (3 Men and a Baby) jako Jan Clopatz
- 1987: Dziennik szalonego starca (Dagboek van een oude dwaas) jako Philippe
- 1988: Nieznośna lekkość bytu (The Unbearable Lightness of Being) jako Franz
- 1988: Abelard i Heloiza (Stealing Heaven) jako Abelard
- 1988: Wielka ucieczka 2: Nieopowiedziana historia (The Great Escape II: The Untold Story, TV) jako dr Thost
- 1989: Rytuały (Rituelen) jako Inni Wintrop
- 1990: Gra, która nie ma końca ('The Endless Game) jako Abramov
- 1991: Płonący brzeg (Mountain of Diamonds) jako Lothar de la Rey
- 1993: Angie jako Peter Koudbier
- 1994: Człowiek – cel (Pointman, TV) jako Jacob Razak
- 1995: Nieśmiertelny kochanek (All Men Are Mortal) jako Bertus
- 1996: Mali jeźdźcy (The Little Riders) jako Dirk Petersen
- 1998: Dzień zagłady (Deep Impact) jako Theo Van Sertema
- 2001: Wiedźma (Superstition) jako Censi, Allessandro
- 2001: Zabójca dusz (Soul Assassin) jako Karl Jorgensen
- 2002: Tom i Thomas (Tom & Thomas) jako pan Bancroft
- 2006: Kiedy dzwoni nieznajomy (When a Stranger Calls) jako dr Tim Mandrakis
- 2006: Czarna księga (Zwartboek) jako Gerben Kuipers
- 2008: List dla króla (De brief voor de koning) jako król Dagonaut
- 2011: Nova Zembla jako Willem Barents
- 2012: Granice bólu (Insensibles) jako dr Holzmann
- 2013: Valentino jako Karel

### seriale TV
- 1977: Ze świata Guy de Maupassant (Uit de wereld van Guy de Maupassant) jako Eenoog
- 1984: Wilhelm Orański (Willem van Oranje) jako Henryk II Walezjusz
- 1991: Płonący brzeg (Mountain of Diamond) jako Lothar de la Rey
- 1994: Nowojorscy gliniarze (NYPD Blue) jako Serge
- 1995: Na celowniku (Pointman) jako Jacob Razak
- 1996-99: Mroczne dziedzictwo (Poltergeist: The Legacy) jako Derek Rayne
- 1999: Po tamtej stronie (The Outer Limits) jako Centurion
- 2000: Po tamtej stronie (The Outer Limits) jako Carl
- 2002: Agentka o stu twarzach (Alias) jako Gerard Cuvee
- 2003: Veritas (Veritas: The Quest) jako Szpakowaty mężczyzna
- 2004: Agenci NCIS (Navy NCIS: Naval Criminal Investigative Service) jako dr Stephen Bauer
- 2005: Słowo na L (The L Word) jako Manfredi Ferrer
- 2011: Milczący świadek (Silent Witness) jako Pieter van Buren